# Organische persoonlijkheidsstoornis
Organische persoonlijkheidsstoornis is een psychische aandoening die wordt veroorzaakt door beschadiging of dysfuncties in de hersenen. Kenmerkend is een verandering van karaktereigenschappen en gedrag ten opzichte van de periode voor de stoornis. Meestal is het uiten van emoties, behoeften en impulsen anders dan tevoren.
Vaak ook is de cognitie voor het anticiperen of plannen van sociale situaties aangetast, met name bij beschadigingen van de frontale kwab (men spreekt in dit geval ook wel van een frontalekwabsyndroom). Vergelijkbare symptomen zijn ook waar te nemen als gevolg van lobotomie. Beschadigingen van andere hersendelen kunnen echter ook tot persoonlijkheidsveranderingen leiden, zoals de temporale kwabben en de amygdalae.
Voor diagnose moet bekend zijn welke hersendelen zijn beschadigd of niet normaal functioneren en verder zijn twee of meer van de volgende symptomen aanwezig:
- Veranderingen in de spraak (bijvoorbeeld breedsprakig, omslachtig)
- Verminderd vermogen om doelgericht bezig te zijn
- Veranderd emotioneel gedrag (bijvoorbeeld labiel, misplaatst of oppervlakkig) en prikkelbaarheid en agressie of juist apathie of avolitie
- Uiting van behoeften of impulsen (bijvoorbeeld stelen, vraatzucht, ongepaste seksuele toenadering) of verwaarlozing van persoonlijke hygiëne, zonder rekening met de sociale situatie te houden
- Achterdocht of paranoia, preoccupatie met één thema
- Veranderd seksueel gedrag (bijvoorbeeld hypo- of hyperseksualiteit, verandering van seksuele voorkeur)

Verder moet worden nagegaan of de symptomen mogelijk een gevolg zijn van middelenmisbruik, een traumatische ervaring of een andere psychische aandoening. Vergelijkbare symptomen kunnen zich namelijk voordoen bij aandoeningen als schizofrenie, waanstoornissen en stemmingsstoornissen. Ook moet een specifieke persoonlijkheidsstoornis worden uitgesloten.
Om verwarring met specifieke persoonlijkheidsstoornissen te voorkomen, wordt in het handboek DSM-IV-TR gesproken van persoonlijkheidsverandering (personality change, 310.1). Het handboek onderscheidt de volgende subtypen:
- Labiel
- Ongeremd
- Agressief
- Apathisch
- Paranoïde
- Ander type (niet behorend tot bovenstaande)
- Gecombineerd (bij meerdere op de voorgrond tredende kenmerken
- Ongespecificeerd